# Кузкеевская волость
Кузкеевская волость (Кусекеевская, тат. كوزكەي ۋولىٰسىٰ, Kyzkəj vulьsь, Күзкәй вулысы) — административно-территориальная единица в составе Оренбургской, Уфимской губерний и Татарской АССР. На 1910-е годы граничила со Старо-Мелькенской, Мензелинской, Останковской, Макарьевской волостями Мензелинского уезда, Кураковской, Варзи-Ятчинской, Салаушской и Пьяноборской волостями Елабужского уезда Вятской губернии. По состоянию на 1913 год волостное правление находилось в Кузкеево.
Появилась не позднее 1863 года как Байлярская волость после преобразования поземельных волостей башкир-вотчинников в административные. С 1865 года в составе Уфимской губернии. В 1868 году переименована в Кузкеевскую (Кускекеевскую) волость.
По декрету «Об Автономной Татарской Социалистической Советской Республике» вошла в состав Мензелинского кантона Татарской АССР. В 1924 году укрупнена,в её состав вошли собственно Кузкеевская волость без селений, отошедших Мензелинской волости (Подгорный Байлар) и Абдулловской волости Челнинского кантона (Кузембетьево, Юски-Такермень), и селения Калмаш, Кырныш, Батраково, Иванаево Макарьевской волости Челнинского кантона.
По состоянию на 1930 год состояла из 15 сельсоветов: Кузкеевский, Тавларовский, Тойгузинский, Иванаевский, Тулубаевский, Деуковский, Гулюковский, Подгорно-Такерменский, Верхне-Байларский, Калминский, Кырнышский, Малтабарский, Верхне-Такерменский, Кузембетьевский, Калмашевский.
В августе 1930 года при введении районного деления на всей территории Татарской АССР упразднена, большая часть селений включены в состав Мензелинского района, селение Калмашево включено в состав Челнинского района.